# Gomti
Il fiume Gomti chiamato anche Gumti o Gomati è un fiume dello Stato dell'Uttar Pradesh in India, affluente del Gange .Secondo la mitologia indiana il fiume è la figlia di Vasishtha e bagnarsi nelle sue acque nel giorno di Ekadashi può lavar via tutti i peccati.Secondo il Bhāgavata Purāṇa il Gomti è uno dei fiumi più sacri dell'india.

## Geografia
Il fiume Gomti nasce a Gomat Taal (chiamato anche Fulhaar jheel) vicino Madho Tanda, nel Distretto di Pilibhit, presso il confine con il Nepal. Con i suoi 900 km il fiume scorre lungo l'Uttar Pradesh, attraversa la città di Lucknow e arriva fino al fiume Gange che incontra vicino a Saidpur nel Distretto di Varanasi. Anche le città di Lakhimpur, Sultanpur e Jaunpur sorgono sulle rive del Gomti.